# Donsö
Donsö ist eine Insel und ein Ort (tätort) in der schwedischen Provinz Västra Götalands län und der historischen Provinz Västergötland.
Sie liegt in Göteborgs südlichem Göteborger Schärengarten, in der Gemeinde Göteborg und ist durch eine Brücke mit der Insel Styrsö verbunden. Außerdem bestehen Fährverbindungen nach Saltholmen.
Nicht weniger als 14 Reedereien haben hier ihren Sitz, was pro Kopf der Bevölkerung die höchste Reedereidichte der Welt sein soll. Rund 20 % der schwedischen Tankerflotte gehören den Reedereien von Donsö.